# 90's COUNTDOWN
『90's COUNTDOWN』（ナインティーズ カウントダウン）は、2006年4月から2007年3月までMusic Japan TVで放送されていた音楽番組。司会は大久保かれん。

## 概要
毎月1990年から1999年までの出来事をピックアップし、その年代にヒットした曲をランキング形式で放送していた。また、各年に起こった出来事などもピックアップしていた。

## 進行
- ランキング（10位 - 8位）
↓
- 各年に起こった出来事
↓
- ランキング（7位 - 4位）
↓
- 各年に流行った映画・もの
↓
- ランキング（3位 - 1位）

## 各年のランキング1位
- 1990年
- 1991年
- 1992年
- 1993年
- 1994年
- 1995年
- 1996年
- 1997年 - CAN YOU CELEBRATE? （安室奈美恵）
- 1998年 - HONEY （L'Arc〜en〜Ciel）
- 1999年 - Automatic （宇多田ヒカル）